# Los Sarmiento
Los Sarmientos es una localidad argentina ubicada en el departamento Río Chico de la provincia de Tucumán, en la margen derecha del arroyo Barrientos. Conforma junto con La Tipa una comuna denominada Los Sarmiento y La Tipa.Su principal vía de comunicación es la Ruta Provincial 331 que la vincula al este con Aguilares y al oeste con La Tipa. Existe una vinculación muy fuerte con la ciudad de Aguilares, con una tráfico diario de 500 autos y 300 bicicletas, entre los cuales hay muchos estudiantes.

## Población
Cuenta con 3010 habitantes (Indec, 2010), lo que representa un incremento del 11% frente a los 2703 habitantes (Indec, 2001) del censo anterior.
| Gráfica de evolución demográfica de Los Sarmientos entre 1960 y 2010 |
|                                                                      |
| Fuentes: INDEC                                                       |

## Historia
Origen y etimología
El nombre del pueblo de Los Sarmientos se debe a una familia de apellido Sarmiento, que habitó la zona en tiempos tempranos. No existe una fecha de fundación oficial, pero para 1889 ya había una pequeña población de agricultores asentada en el lugar.
Desarrollo institucional
Uno de los primeros hitos administrativos de la localidad fue la creación de la Comisaría Auxiliar, establecida el 30 de abril de 1887. Posteriormente, el Juzgado de Paz comenzó a operar el 4 de junio de 1908. En cuanto a la organización eclesiástica, Los Sarmientos dependió de la parroquia de Medinas hasta el 5 de mayo de 1970, cuando se creó la parroquia de San Isidro Labrador.
Infraestructura y urbanización
El proceso de ordenamiento urbano tuvo un impulso significativo en el gobierno del Dr. Ernesto Padilla. El 24 de julio de 1916, un decreto determinó los límites del pueblo basándose en un plano elaborado por el Departamento de Irrigación, Hidráulica y Obras Públicas. Dicho trazado estableció una planta urbana de 38 manzanas, equivalentes a 606.092 metros cuadrados, sin incluir las calles. Se designaron también 291 hectáreas para quintas y 409 hectáreas para chacras. Además, la ley reservó terrenos para edificios públicos, plazas, iglesia, mercado, corralón municipal y matadero. El cementerio, construido por colecta vecinal en 1897, quedó dentro de la zona de quintas.
Desarrollo económico y ferroviario
El 5 de septiembre de 1907, la Ley N° 929 autorizó la construcción de ramales ferroviarios a La Cocha, Yerba Buena y Los Sarmientos, además de una línea telegráfica, por parte del Ferrocarril Central Norte Argentino (F.C.C.N.O.A.). El servicio ferroviario quedó inaugurado el 21 de septiembre de 1912, marcando un antes y un después en la conectividad del pueblo.
El crecimiento económico se vio impulsado por la llegada del ferrocarril, la instalación de tres molinos arroceros y el auge del cultivo de caña de azúcar, que generaron empleo para cientos de personas. Asimismo, el 4 de enero de 1912 comenzó a funcionar una estafeta postal, mejorando las comunicaciones del pueblo.
Población de Inmigrantes
Durante las primeras décadas del siglo XX, Los Sarmientos experimentó la llegada de inmigrantes, principalmente españoles e italianos, quienes se establecieron en la zona como agricultores, comerciantes y artesanos. Además, hubo presencia de inmigrantes ingleses, franceses y alemanes, muchos de los cuales se vincularon con la industria, el comercio y el ferrocarril.
Una comunidad de gran importancia en el desarrollo local fue la de inmigrantes sirios y libaneses, comúnmente identificados como turcos, quienes se dedicaron principalmente al comercio, instalando almacenes y pequeñas empresas familiares que abastecían a la creciente población. Su presencia marcó la vida social y económica de la localidad, aportando a la diversidad cultural de Los Sarmientos.
Creación de la Comisión de Higiene y Fomento
En 1906, el vecindario solicitó la creación de una Comisión de Higiene y Fomento, lo que fue aprobado el 20 de octubre del mismo año. La primera integración de la comisión estuvo conformada por: Vicente Cuello Quinteros, presidente; Eloy Suárez Correa, vicepresidente; y Napoleón Cordoba, como tesorero.
Entre otros miembros destacados de esta comisión estuvieron: Francisco Lasalle, Enrique Monteros, Juvenal García, Ramón R. Costa, Manuel del Moral, Enrique Dohrman, Santiago Sarmiento Zelarayán, Carlos Fenoglio, Dr. Patricio Correa Uriburu, José A. Coronel, Manuel Graneros Avendaño, José del Sueldo, Rodolfo Frank, Telmo Olleta, Claudio Martinez, Juan M. Gómez Sarmiento, etc. 
La creación de esta comisión representó un paso importante hacia la organización comunitaria y el progreso de la localidad, que fue antesala de la comuna rural.

## Infraestructura

### Transporte
El pueblo se comunica con la ciudad de Aguilares a través de la línea de ómnibus de la Empresa Gutiérrez S.A, con una regularidad variable. Y existen numerosos autos rurales compartidos, de preferencia por la población para viajar.

### Servicios públicos
- El servicio eléctrico de la ciudad está a cargo de la empresa Edet S.A.
- Servicio de agua potable.

- El servicio de telefonía fija es brindado por Telecom Argentina.

- El servicio de Internet está distribuido por compañías pequeñas y por fibra óptica.

- El servicio de recolección de residuos lo realiza la comuna.

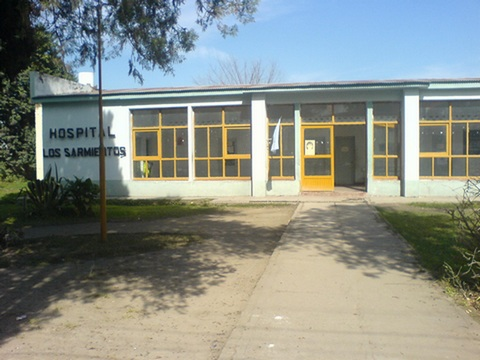
Hospital Los Sarmiento

### Salud
- Hospital Los sarmientos.

- C.A.P.S La Tipa.

### Seguridad
- Policía provincial.

## Zonas y Jurisdicciones.
Zonas rurales del área jurisdiccional de la Comuna:
| Distrito 1 | Distrito 2 | Distrito 3 | Distrito 4 | Distrito 5 | Distrito 6 |
| ---------- | ---------- | ---------- | ---------- | ---------- | ---------- |
| El Tuscal  | La Cañada  | El Rincón  | El Rodeíto | Mal Paso   | La Tipa    |

### Barrios
Barrios de Los Sarmientos:
| 1-  | Bº 25 de mayo    |
| 2-  | Bº San Martín    |
| 3-  | Bº Belgrano      |
| 4-  | Bº Independencia |
| 5-  | Bº 9 de julio    |
| 6-  | Bº La Dársena    |
| 7-  | Bº Santa Rita    |
| 8-  | Bº 10 de Mayo    |
| 9-  | Bº Sarmiento     |
| 10- | Bº Gúemes        |
| 11- | Bº Colombres     |
| 12- | Bº 30 viviendas  |
| 13- | Bº 36 viviendas  |

## Economía y educación.

### Economía
La principal actividad económica es la agricultura, siendo los principales cultivos la papa y la caña de azúcar, seguida por las actividades relacionadas al sector comercial.

### Educación
El pueblo está conformado por una escuela de nivel inicial y primario, más una escuela agrotécnica de nivel secundario.

## Religión y cultura
Aspecto religioso

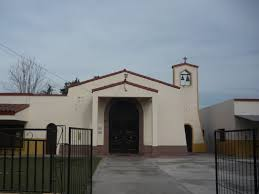
Parroquia San Isidro Labrador.

El pueblo cuenta con una parroquia perteneciente a la Diócesis de la Santísima Concepción. Su santo patrono es San Isidro Labrador el cual anualmente se celebra su fiesta (15 de mayo), convocando a cientos de fieles y visitantes. Su primer párroco fue Mons. Miguel Héctor Soria.
Cultura
Los Sarmientos es un pueblo que atesora un importante legado cultural, reflejado en sus instituciones, su patrimonio histórico y la memoria de sus habitantes.
Uno de sus principales espacios culturales es el museo arqueológico y de antigüedades Raíces, que resguarda una colección de piezas de gran valor histórico. En sus salas pueden encontrarse vestigios arqueológicos autóctonos y de zonas circundantes, incluyendo reliquias indígenas como vasijas, morteros y utensilios de piedra, además de menhires que evocan antiguas culturas prehispánicas establecidas en la zona. Este museo no solo muestra la presencia indígena en la región, sino que también es testigo del desarrollo productivo del pueblo, con la exhibición de antiguos trapiches que recuerdan la producción de caña de azúcar en la zona y la influencia de la industria azucarera.
Además, el museo resguarda objetos de la vida cotidiana de los primeros pobladores de Los Sarmientos, desde balanzas de los antiguos comercios hasta colecciones de monedas y billetes que marcaron diferentes épocas. También cuenta con una rica muestra de platería criolla y una galería de fotografías que relatan la historia del pueblo y sus familias más tradicionales. La notable influencia de los inmigrantes en la zona queda plasmada en la exhibición de obras de arte de origen europeo y de numerosos objetos españoles, italianos y de otros países, reflejando la herencia europea de algunas familias locales.
Por otro lado, la comunidad de Los Sarmientos dispone de la biblioteca popular Alfonsina Storni, un espacio fundamental para la educación y la difusión del conocimiento. Con un amplio fondo bibliográfico, esta biblioteca no solo fomenta la lectura, sino que también funciona como un punto de encuentro para actividades culturales, promoviendo el acceso a la literatura y la historia local.
Estos espacios culturales, junto con las tradiciones orales y la memoria colectiva de sus habitantes, hacen de Los Sarmientos un pueblo con una identidad rica y profundamente enraizada en su historia.

## Personalidades destacadas
- Dr. Hugo Rolando Mahmud (f.2016) Fue un reconocido médico, especialista en gastroenterología, destacado científico tucumano, fundador del Centro de Estudios Los Sarmientos (CELSAR).
- Prof. Dr. Nicolas Guillermo Bazán (n. 1942) Prestigioso neurocientífico y académico, nominado al premio Nobel de Medicina en 2011. Eminente especialista en neurobiología molecular.

## Flora y fauna.

### Flora
La vegetación del lugar brinda una belleza absoluta ya que el pueblo yace al pie de preciosas y grandiosas montañas y más sus bellos campos agrícolas adornados por algunos árboles de lapacho, sauce llorón, tipa colorada, cevil, orco molle, laurel, palos borrachos y variables flores por su rica fertilidad en sus tierras.

### Fauna
Se observan en el radio urbano una gran cantidad de pájaros tales como: cardenales, zorzales, gorriones, palomas, boyeritas, siete colores y algunos loros y cotorras. Los peces provienen del Dique El Frontal y las fuertes crecientes del verano hacen que se encuentren peces de gran aceptación comercial, tales como: bagres, sábalos, truchas y abundantes mojarras. También se puede encontrar gran variedad de animales de granja.

## Parroquias de la Iglesia católica en Los Sarmientos
| Diócesis   | Santísima Concepción |
| ---------- | -------------------- |
| Parroquias | San Isidro Labrador  |